# Nest One
Nest One es un complejo de edificios de uso mixto situado en el centro de Taskent, la capital de Uzbekistán. Nest One contiene el edificio más alto de Uzbekistán, solo por detrás de la Torre de Televisión de Taskent, de 375 metros de altura. Es un rascacielos de uso mixto de 266.5 metros de altura, situado en la parcela 4 del Tashkent City International Business District (TCIBC).
La torre central y más alta del complejo tiene 51 plantas y alberga apartamentos, oficinas, restaurantes, zonas deportivas y otros espacios públicos. Los demás edificios del complejo contienen espacio de oficinas y un hotel de cinco estrellas de la cadena Ritz-Carlton.
La superficie edificada total del complejo es de 187 284 metros cuadrados y la superficie de la parcela es de 14 779 metros cuadrados. El presupuesto del proyecto fue de 160 millones de dólares. Tras su construcción, Nest One se convirtió en el primer rascacielos y el edificio más alto de Uzbekistán, así como el segundo edificio más alto de Asia Central, solo por detrás de Abu Dhabi Plaza.

## Historia
Tras el anuncio del inicio de la construcción del proyecto Tashkent City IBC, la promotora de la parcela 4, Murad Buildings, estuvo negociando durante dos años con empresas de Japón, Singapur, Estados Unidos y otros países. Finalmente la elección recayó en la empresa turca Özgüven Mimarlık, que previamente había construido proyectos en Turquía y otros países del mundo.
Más de quinientos especialistas trabajaron en el proyecto. El diseño del rascacielos fue elaborado por el estudio de arquitectura japonés Nihon Sekkei. El estudio de la composición del suelo fue emprendido por la empresa turca ZETAŞ Zemin Teknolojisi A.Ş., que está especializada en el estudio del suelo para los cimientos de rascacielos. La gestión del proceso de construcción, incluidos los costes y plazos, el control de calidad, la ecología, seguridad y protección laboral, fue confiada a la empresa francesa Bureau Veritas.
El 5 de julio de 2019, en el Hotel Hyatt Regency de Taskent, durante la primera presentación pública del proyecto, el jefe de la empresa promotora subrayó que: «Este será el primer rascacielos del país, y Uzbekistán albergará uno de los edificios más altos de Asia Central, con soluciones arquitectónicas originales».
El 29 de agosto de 2019, se celebró una conferencia de prensa en la que representantes de las empresas promotoras presentaron el proyecto del complejo y anunciaron el nombre oficial del rascacielos. El diseño original del edificio contemplaba una altura de 215 metros; sin embargo, tras analizar el suelo y realizar una serie de simulaciones, su altura se incrementó hasta los 266.5 metros. El 14 de septiembre de 2019, empezó la venta de apartamentos en el rascacielos.

### Progreso de la construcción

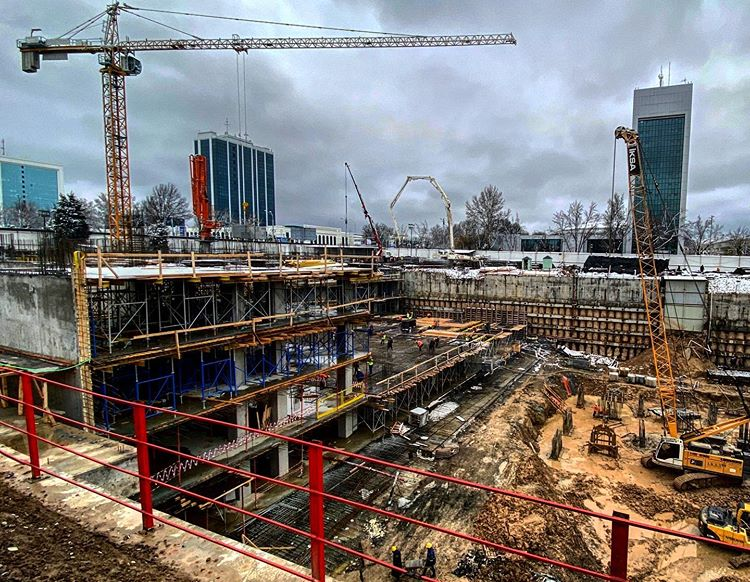
Las obras en 2020.

- 2018: trabajos preparatorios y de diseño del complejo.
- 2019: construcción de una fábrica para suministrar hormigón a las obras, trabajos de excavación, empezaron los trabajos para la construcción de los sótanos.
- 2020: empezaron los trabajos de cimentación.
- Mayo de 2020: hormigonado de la última barrette del bloque central; empiezan los trabajos en la losa de cimentación.
- 11 de julio de 2020: empieza el vertido del primer lote de hormigón de la losa del bloque central.
- 1 de septiembre de 2021: piso 51 completado.
- 4 de septiembre de 2022: se instala la antena de 36 metros de altura.

## Especificaciones y código de edificación

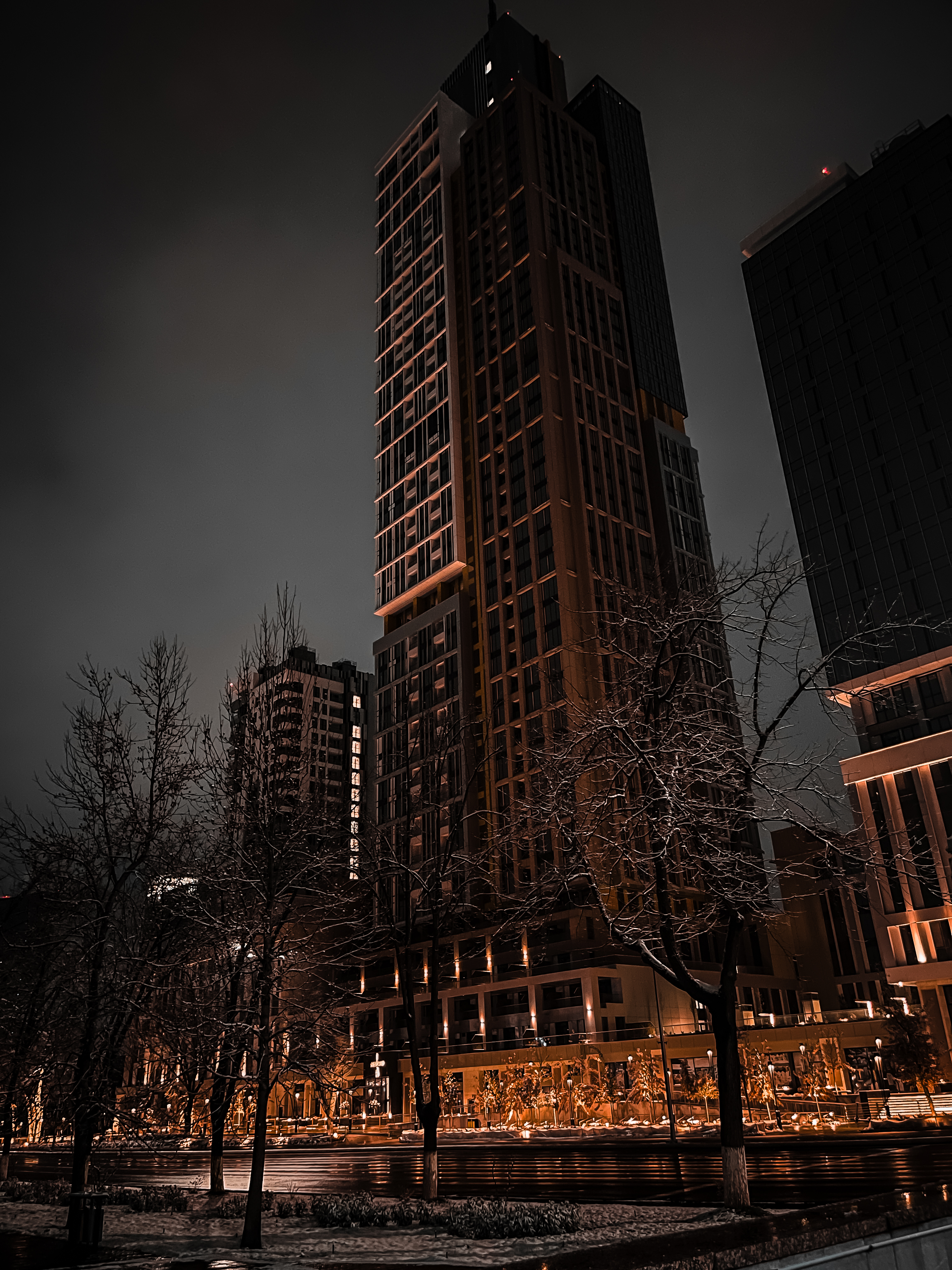
Nest One por la noche.

Cuando se diseñó el edificio, se tuvieron en cuenta varios riesgos:
- Las pruebas de resistencia sísmica llevadas a cabo en la Universidad de Estambul mostraron que el edificio soportaría un terremoto con una intensidad de hasta 9 puntos.
- La empresa alemana RWDI probó el efecto del viento en la fachada del edificio. También llevaron a cabo un análisis especial usando técnicas de fluidodinámica computacional para garantizar la comodidad de los peatones en los alrededores del edificio.
- Las rutas de evacuación del edificio están protegidas del humo gracias a sistemas de ventilación. La protección ante incendios del edificio está controlada por un sistema inteligente integrado.[5]

Para comprobar la capacidad portante del suelo, se perforaron veintiocho pozos de prueba de hasta 27 metros de profundidad, que fueron rellenados con una mezcla especial de hormigón. Después de veintiocho días, cuando el hormigón había adquirido el 90 % de su resistencia, se llevaron a cabo pruebas para determinar su verdadera capacidad en interacción con el pilote. Cada pilote fue sometido a un peso de 1400 toneladas. Por primera vez en Uzbekistán, se usaron pilotes barrettes en la construcción de un edificio. Para su construcción, también por primera vez en Uzbekistán, se usó hormigón grado M800. Para suministrar a las obras del complejo una mezcla especial de hormigón, se construyó una fábrica de hormigón a tal efecto en las afueras de Taskent, en la que se invirtieron 4 millones de dólares.

## Características
El complejo contiene 1061 apartamentos de lujo de entre una y ocho habitaciones, con una superficie que oscila entre 37 y 411 metros cuadrados y equipados con un sistema de domótica que permite controlar remotamente todos los sistemas de la vivienda. El edificio está equipado con cámaras de videovigilancia las veinticuatro horas del día y cuenta con un servicio de seguridad. Hay más de treinta y tres espacios públicos en el edificio, incluidas habitaciones para huéspedes, salas de conferencias, un spa y salón de belleza, un gimnasio, una piscina y una biblioteca. Una empresa de gestión propia resuelve los problemas técnicos y domésticos del complejo.

## Transporte
A poca distancia del complejo está la estación de metro Ozbekistan en la línea azul del Metro de Taskent.

## Premios y nominaciones
- Marca más popular de Uzbekistán en 2021, concedido por el MAKON Marketing Forum 2022.[6][7]